# 聖赫爾曼藍洞國家公園
17°09′00″N 88°40′37″W / 17.150°N 88.677°W

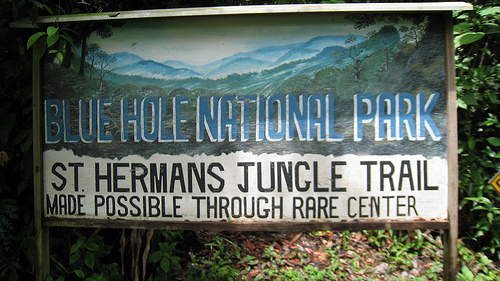

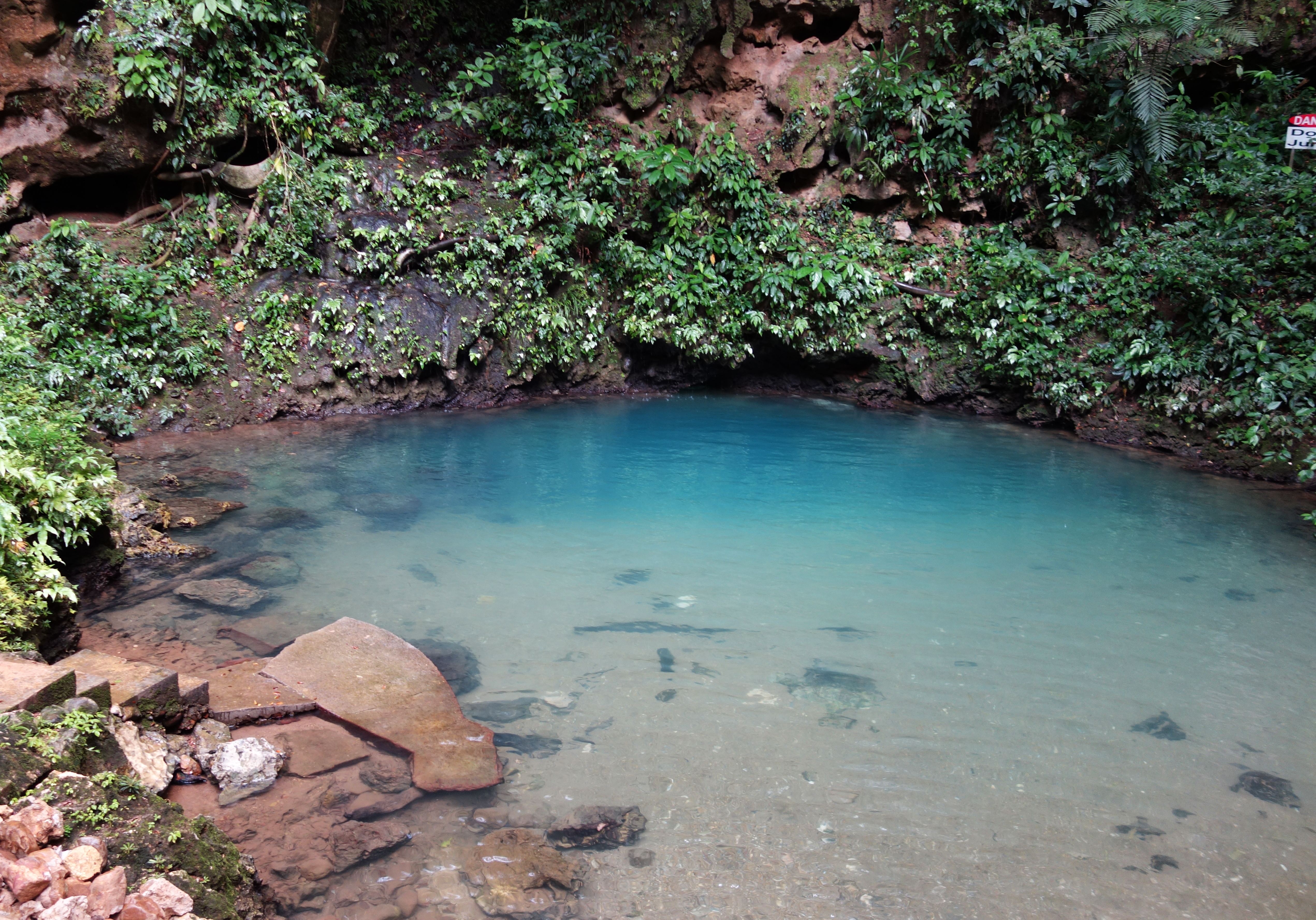

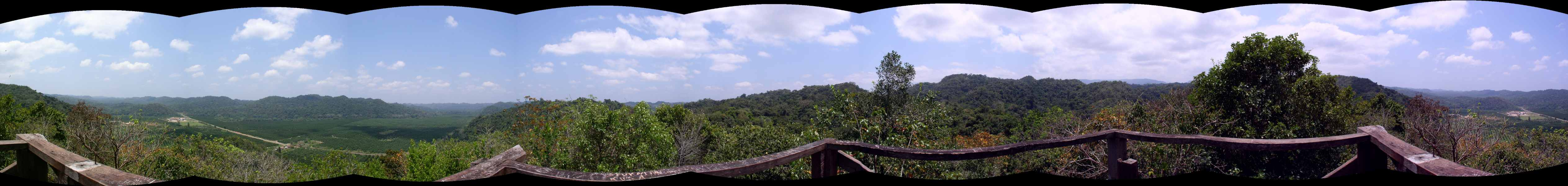

聖赫爾曼藍洞國家公園是伯利兹的國家公園，位於該國中部卡約區，鄰近貝爾墨潘，面積2平方公里，該地區有超過200種鳥類棲息。